# Romagné
Romagné (en bretó Rovenieg, en gal·ló Romanyaé) és un municipi francès, situat a la regió de Bretanya, al departament d'Ille i Vilaine. L'any 2006 tenia 1.921 habitants.

## Demografia
| 1962                                       | 1968  | 1975  | 1982  | 1990  | 1999  |
| ------------------------------------------ | ----- | ----- | ----- | ----- | ----- |
| 1.077                                      | 1.113 | 1.311 | 1.581 | 1.591 | 1.605 |
| Des de 1962: població sense dobles comptes |       |       |       |       |       |

## Administració
| Període   | Identitat                  | Partit |
| --------- | -------------------------- | ------ |
| -1995     | Gilles Le Pays du Teilleul |        |
| 1995-2008 | Nicole Thanguy             | UMP    |
| 2008-     | Pierre Gauthier            |        |